# Tyfus
Tyfus of typhus is de (verouderde) benaming voor een aantal besmettelijke ziekten, gekenmerkt door symptomen zoals hoge koorts, bewustzijnsverlies en aandoeningen van het darmkanaal. De term wordt in de moderne geneeskunde niet meer gebruikt. 
Na de ontdekking van bacteriën als ziekteverwekkers bleken verschillende bacteriën ziekten met dit soort symptomen te veroorzaken. De benaming tyfus is blijven bestaan in de volgende infectieziekten:
- Buiktyfus of tyfoïde koorts,[2] een darminfectie, veroorzaakt door Salmonella enterica
- Paratyfus, een darminfectie, veroorzaakt door Salmonella Paratyphi
- Scrubtyfus, een infectieziekte, veroorzaakt door Orientia tsutsugamushi
- Vlektyfus, een besmettelijke ziekte, veroorzaakt door verschillende Rickettsia-bacteriën

In Nederlandse teksten wordt met het woord tyfus meestal vlektyfus bedoeld, want deze door kleerluizen overgebrachte ziekte kwam vroeger in West-Europa veel voor.

## Geschiedenis

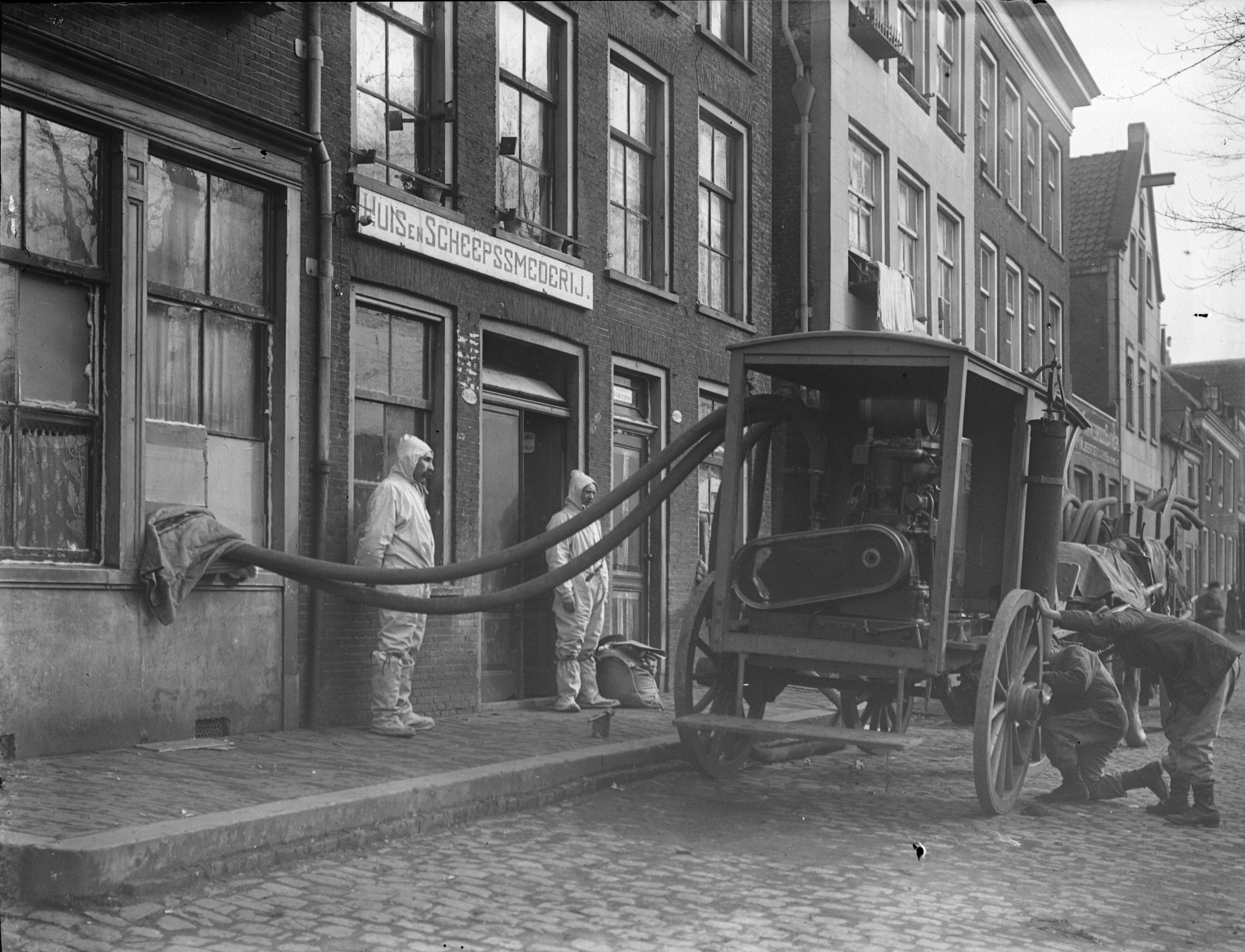
Het ontsmetten van een pand door de ontsmettingsdienst i.v.m. vlektyfus.

Het woord tyfus is ontleend aan het Griekse τυφος (tufos), dat "beneveling" betekent. Het werkwoord τυφειν (tū́phein) betekent "rook maken, verbranden". Typhus zou dus ontstaan door rook of dampen die mensen benevelen. Hippocrates gebruikte het woord al voor een vorm van een ziekte. Eind 18e eeuw werd het een internationale medische term, voor het eerst gebruikt in 1759 door de Franse arts François de Sauvages. In 1818 was de oorzaak van tyfus niet bekend. Als oorzaken van het optreden van tyfus bij de soldaten tijdens de veldtocht van 1815 (voorafgaand aan de slag bij Waterloo) werden gezien: de beperkte kracht van de nog niet volwassen jonge soldaten, hun zorgen en angsten, gebrek aan voedsel, veel marcheren, warme dagen, koude nachten, inademing van door dieren vervuilde lucht, etc. Niettemin werd ook toen al erkend dat de ziekte besmettelijk was.
Later in de 19e eeuw werd onderscheid gemaakt tussen verschillende vormen van tyfus; zo werd geschreven over typhus abdominalis (van de onderbuik) en typhus exanthematicus (als huidziekte), maar ook over pneumotyphus (van de longen) en typhus cerebralis (van de hersenen). De eerste ziekte was endemisch - althans in Amsterdam; Buiktyfus kwam in de periode 1879-1886 jaarlijks voor, vlektyfus minder, maar deze ziekte was dodelijker. Vooral voor patiënten boven een leeftijd van 50 jaar was vlektyfus gevaarlijk. In een Nederlands proefschrift uit 1883 werd benadrukt dat voor het ontstaan van tyfus altijd een "kiem" aanwezig moest zijn, en dat het niet kon ontstaan uit miasma contagiosum (besmettelijke dampen), zoals eerder gedacht werd.

### Epidemieën
In het Nederlands taalgebied, maar uiteraard ook daarbuiten, vonden regelmatig epidemieën van tyfus plaats. Een aantal voorbeelden zijn:
- 1845 in Groningen (Suriname) aan de Saramaccarivier[8]
- 1848 in Wijk bij Duurstede.[9] Een onderzoeker meende dat de oorzaak van deze epidemie lag in het slechte weersomstandigheden in het jaar daarvoor, waardoor er te weinig voedsel voor de inwoners was van het verder zindelijke stadje.
- 1855 Katwijk.[10]
- 1856 in het Nederlandse Groningen,[11] waarbij een "thypus-commissie" hulp bood bij het verzorgen van de zieken en het reinigen van de woningen.
- 1858 Hilversum[12] en Berlijn.[13]
- 1864/65 in Maassluis.[14][15] Bij deze epidemie werd geconstateerd dat tyfus vooral optrad bij de arme volksklasse, die veelal met grote gezinnen in kelders woonden, die in sommige gevallen vaak onder water kwamen, in andere dicht bij zogeheten "stinksloten" lagen, in feite open riolen.[14]
- 1865 Noordwijk aan Zee.[16]
- 1870/1871 Egmond aan Zee.[17] Er werd toen nog steeds gedacht dat tyfus door dampen werd overgebracht.
- 1880 's-Gravenzande.[18]
- 1880/1881 Parijs.[19]

Vanaf het midden van de 19e eeuw begon het aantal epidemieën af te nemen, door de grotere aandacht voor hygiëne. Toch waren er in de periode 1945-1947 nog uitbraken in Amsterdam. Ook in Spijkenisse was in 1945 een epidemie, waarbij het dorp van de buitenwereld werd afgesloten.

## Scheldwoorden
Tyfus wordt in scheldwoorden gebruikt, zoals in "krijg de tyfus", maar ook in samenstellingen zoals "tyfuslijer," "tyfuslul", "tyfustrut" of "tyfushoer"; dat laatste in het boek Ik Jan Cremer. Vergelijk ook "klerelijer" dat refereert naar de ziekte cholera, of "kankerlijer".